# Zanthoxylum liboense
Zanthoxylum liboense är en vinruteväxtart som beskrevs av Cheng Chiu Huang. Zanthoxylum liboense ingår i släktet Zanthoxylum och familjen vinruteväxter. Inga underarter finns listade i Catalogue of Life.